# Федорівка (Каховський район)
Федорівка — селище в Україні, у Зеленопідській селищній громаді Каховського району Херсонської області. Населення становить 886 осіб.

## Історія
Розалієнфельд (Федорівка 1-а; також № 39) — католицьке село за 35 км на південний схід від Каховки, до 1917 — Таврійської губернії, Дніпровського повіту, Каховська/Князь-Григорівська волость; у радянський період — Миколаївська область, Каховський/Горностаївський район. Католицькі приходи Костгейм, Марієнфельд. Сільрада (1926). Меш.: 192 (1911), 318 (1915), 541 (1926).(рос.)
7 (20) листопада 1917 року, відповідно до Третього Універсалу Української Центральної Ради, увійшло до складу Української Народної Республіки.
24 грудня 2014 року у селі невідомі завалили пам'ятник Леніну, а 18 лютого 2015 року — Розі Люксембург.
12 червня 2020 року, відповідно до Розпорядження Кабінету Міністрів України № 726-р «Про визначення адміністративних центрів та затвердження територій територіальних громад Херсонської області», увійшло до складу Зеленопідської сільської громади.
17 липня 2020 року, в результаті адміністративно-територіальної реформи увійшло до складу новоутвореного Каховського району.
У лютому 2022 року селище тимчасово окуповане російськими військами під час російсько-української війни.

## Населення

### Мова
Розподіл населення за рідною мовою за даними перепису 2001 року:
| Мова       | Кількість | Відсоток |
| ---------- | --------- | -------- |
| українська | 821       | 92.66%   |
| російська  | 61        | 6.88%    |
| білоруська | 2         | 0.23%    |
| болгарська | 2         | 0.23%    |
| Усього     | 886       | 100%     |

## Постаті
- Анадимб Володимир Борисович (1986—2018) — старший солдат Збройних сил України, учасник російсько-української війни.
- Драньчінков Віталій Миколайович (1969—2016) — сержант Збройних сил України, учасник російсько-української війни.